# Hessischer Radfernweg R3
De Hessischer Radfernweg R3 is een langeafstandsfietsroute in Duitsland. De route verbindt het dal van de Rijn en Main met het stroomdal van de Fulda en het middelgebergte Rhön. Het traject is bewegwijzerd in twee richtingen. 

## Traject
De route start in Rüdesheim am Rhein aan de Rijn. Door met de veerboot over de Rijn te varen kan in Bingen am Rhein worden aangesloten op de Naheradweg welke de rivier Nahe volgt. Vanuit Rüdesheim kunnen ook de EuroVelo EV4 Midden-Europaroute en de EuroVelo EV15 Rijnroute de Rijn stroomafwaarts worden gevolgd. De EV4 en EV15 lopen beiden tot Mainz parallel mee met de route langs de Rijn.
In Mainz kan de EV15 de Rijn stroomopwaarts worden gevolgd. Ook kruist hier de Hessischer Radfernweg R6 en start hier de Mainradweg die parallel met de EV4 de Main volgt. Deze route volgt eveneens de Main en Mainradweg/EV4 tot in Hanau. Voordat de route de Main verlaat sluit in Frankfurt-Höchst de Hessischer Radfernweg R8 aan en kruist in Offenbach am Main de Hessischer Radfernweg R4.
Bij de rivier Fulda en gelijknamige stad Fulda kruist de route de Fulda-Radweg (ook wel Hessischer Radfernweg R1) en de Hessischer Radfernweg R2 om te eindigen in Tann in de Rhön.

## Aansluitingen met Europese fietsroutes
- Tussen Rüdesheim am Rhein en Hanau loopt de route parallel met de EuroVelo EV4 Midden-Europaroute.
- Tussen Rüdesheim am Rhein en Mainz loopt de route parallel met de EuroVelo EV15 Rijnroute.

## Aansluitingen met andere fietsroutes
- In Rüdesheim am Rhein kan met de veerboot worden overgestoken naar Bingen am Rhein en kan worden aangesloten op de Naheradweg.
- In Mainz kan worden aangesloten op de Hessischer Radfernweg R6.
- Tussen Mainz en Hanau loopt de route parallel met de Mainradweg.
- In Frankfurt-Höchst kan worden aangesloten op de Hessischer Radfernweg R8.
- In Offenbach am Main kruist de route de Hessischer Radfernweg R4.
- In Fulda kruist de route de Fulda-Radweg (ook wel Hessischer Radfernweg R1).
- In Fulda kruist de route de Hessischer Radfernweg R2.

## Hessischer Radfernwegen
In 1992 zijn in de deelstaat Hessen 9 Hessischer Radfernwegen uitgezet welke allen bewegwijzerd zijn. Naast de R3 zijn dit:
- R1 van Mosbach naar Hannoversch Münden
- R2 van Bad Laasphe naar Sinntal
- R4 van Bad Karlshafen naar Hirschhorn
- R5 van Willingen naar Eschwege
- R6 van Diemelstadt naar Lampertheim
- R7 van Limburg an der Lahn naar Philippsthal
- R8 van Frankenberg naar Heppenheim
- R9 van Worms naar Obernburg am Main